# Marsdenia cuixmalensis
Marsdenia cuixmalensis är en oleanderväxtart som beskrevs av Juárez-jaimes och L.O.Alvarado. Marsdenia cuixmalensis ingår i släktet Marsdenia och familjen oleanderväxter. Inga underarter finns listade i Catalogue of Life.